# Coupe d'Allemagne de football 1999-2000
Navigation
Édition précédente Édition suivante
La coupe d'Allemagne de football 1999-2000 est la cinquante septième édition de l'histoire de la compétition. La finale a lieu à l'Olympiastadion de Berlin.
Le Bayern Munich remporte le trophée pour la dixième fois de son histoire. Il bat en finale le Werder Brême sur le score de 3 buts à 0.

## Premier tour
Les résultats du premier tour
| Date           | Domicile           | Extérieur                | Score                        |
| -------------- | ------------------ | ------------------------ | ---------------------------- |
| 31 - 07 - 1999 | SC Verl            | Borussia Mönchengladbach | 0 - 0 (a. p.) (t.a.b. 6 - 5) |
| 31 - 07 - 1999 | FC Singen 04       | Rot-Weiß Oberhausen      | 3 - 2                        |
| 31 - 07 - 1999 | VfL Hamm/Sieg      | Stuttgarter Kickers      | 0 - 4                        |
| 31 - 07 - 1999 | VfL Osnabrück      | Energie Cottbus          | 0 - 1                        |
| 31 - 07 - 1999 | VFC Plauen         | Aix La Chapelle          | 1 - 0                        |
| 31 - 07 - 1999 | FC Carl Zeiss Jena | SpVgg Greuther Fürth     | 1 - 2                        |
| 31 - 07 - 1999 | SV Darmstadt 98    | Chemnitzer FC            | 2 - 4                        |
| 01 - 08 - 1999 | Fortuna Düsseldorf | 1. FC Nuremberg          | 2 - 0                        |
| 01 - 08 - 1999 | Wuppertaler SV     | Kickers Offenbach        | 1 - 2                        |

## Deuxième tour
Les résultats du deuxième tour
| Date           | Domicile           | Extérieur              | Score                        |
| -------------- | ------------------ | ---------------------- | ---------------------------- |
| 06 - 08 - 1999 | VfL Halle          | 1. FSV Mayence 05      | 1 - 2                        |
| 06 - 08 - 1999 | 1. SC Norderstedt  | VfB Stuttgart          | 0 - 3                        |
| 06 - 08 - 1999 | SSV Reutlingen     | VfL Bochum             | 2 - 3                        |
| 06 - 08 - 1999 | Eintracht Trier    | Karlsruher SC          | 1 - 1 (a. p.) (t.a.b. 5 - 4) |
| 06 - 08 - 1999 | KFC Uerdingen      | Tennis Borussia Berlin | 0 - 4                        |
| 06 - 08 - 1999 | FC Gütersloh       | Energie Cottbus        | 0 - 1                        |
| 07 - 08 - 1999 | SV Babelsberg 03   | SpVgg Unterhaching     | 1 - 0                        |
| 07 - 08 - 1999 | FK Pirmasens       | TSV 1860 Munich        | 0 - 3                        |
| 07 - 08 - 1999 | 1. FC Pforzheim    | SC Fribourg            | 0 - 2                        |
| 07 - 08 - 1999 | BFC Dynamo         | Arminia Bielefeld      | 0 - 2                        |
| 07 - 08 - 1999 | Werder Brème (2)   | Fortuna Cologne        | 3 - 1                        |
| 07 - 08 - 1999 | SG Wattenscheid 09 | 1.FC Cologne           | 1 - 7                        |
| 07 - 08 - 1999 | SV Meppen          | Kickers Offenbach      | 2 - 1                        |
| 07 - 08 - 1999 | VFC Plauen         | Stuttgarter Kickers    | 1 - 2                        |
| 07 - 08 - 1999 | TuS Langerwehe     | Chemnitzer FC          | 0 - 6                        |
| 07 - 08 - 1999 | FC Schönberg 95    | SV Waldhof Mannheim    | 0 - 3                        |
| 07 - 08 - 1999 | FC Singen 04       | SpVgg Greuther Fürth   | 1 - 3                        |
| 07 - 08 - 1999 | SpVgg Landshut     | Hansa Rostock          | 0 - 2                        |
| 08 - 08 - 1999 | Fortuna Düsseldorf | SSV Ulm 1846           | 0 - 2                        |
| 08 - 08 - 1999 | SC Verl            | Eintracht Francfort    | 0 - 4                        |
| 08 - 08 - 1999 | TSV 1860 Rosenheim | FC St. Pauli           | 1 - 2                        |
| 08 - 08 - 1999 | VfB Lübeck         | Hanovre 96             | 0 - 1                        |
| 09 - 08 - 1999 | 1. FC Saarbrücken  | FC Schalke 04          | 0 - 1                        |

## Troisième tour
Les résultats du troisième tour
| Date           | Domicile               | Extérieur            | score                        |
| -------------- | ---------------------- | -------------------- | ---------------------------- |
| 12 - 10 - 1999 | SV Babelsberg 03       | SC Fribourg          | 2 - 4 (a. p.)                |
| 12 - 10 - 1999 | SV Waldhof Mannheim    | Bayer Leverkusen     | 3 - 2 (a. p.)                |
| 12 - 10 - 1999 | Werder Brême           | 1. FC Kaiserslautern | 2 - 2 (a. p.) (t.a.b. 4 -3)  |
| 12 - 10 - 1999 | Hanovre 96             | Arminia Bielefeld    | 1 - 2                        |
| 12 - 10 - 1999 | FC St. Pauli           | SSV Ulm 1846         | 0 - 2                        |
| 12 - 10 - 1999 | SpVgg Greuther Fürth   | Hansa Rostock        | 1 - 3                        |
| 12 - 10 - 1999 | Stuttgarter Kickers    | Borussia Dortmund    | 3 - 1                        |
| 12 - 10 - 1999 | 1.FC Cologne           | Eintracht Francfort  | 2 - 1                        |
| 13 - 10 - 1999 | Werder Brême (2)       | VfB Stuttgart        | 0 - 1                        |
| 13 - 10 - 1999 | Chemnitzer FC          | VfL Wolfsburg        | 2 - 3                        |
| 13 - 10 - 1999 | VfL Bochum             | MSV Duisbourg        | 1 - 1 (a. p.) (t.a.b. 6 - 5) |
| 13 - 10 - 1999 | Energie Cottbus        | FC Schalke 04        | 2 - 2 (a. p.) (t.a.b. 5 - 4) |
| 13 - 10 - 1999 | SV Meppen              | Bayern Munich        | 1 - 4                        |
| 13 - 10 - 1999 | 1.FSV Mayence 05       | Hambourg SV          | 2 - 0                        |
| 13 - 10 - 1999 | Eintracht Trier        | TSV 1860 Munich      | 2 - 1                        |
| 13 - 10 - 1999 | Tennis Borussia Berlin | Hertha BSC Berlin    | 2 - 3 (a. p.)                |

## Huitièmes de finale
| Date       | Club recevant       | Score      | Club visiteur     |
| ---------- | ------------------- | ---------- | ----------------- |
| 30/11/1999 | SC Fribourg         | 2- 0       | Energie Cottbus   |
| 30/11/1999 | Eintracht Trier     | 0 - 4      | Hansa Rostock     |
| 30/11/1999 | 1. FSV Mayence 05   | 2 - 1 a.p. | Hertha BSC Berlin |
| 30/11/1999 | VfB Stuttgart       | 4 - 0      | 1. FC Cologne     |
| 01/12/1999 | Werder Brême        | 2 - 1      | SSV Ulm 1846      |
| 01/12/1999 | SV Waldhof Mannheim | 0 - 3      | Bayern Munich     |
| 01/12/1999 | Stuttgarter Kickers | 3 - 2 a.p. | Arminia Bielefeld |
| 01/12/1999 | VfL Bochum          | 5 - 4      | VfL Wolfsburg     |

## Quarts de finale
| Date       | Club recevant       | Score | Club visiteur     |
| ---------- | ------------------- | ----- | ----------------- |
| 21/12/1999 | VfL Bochum          | 1 - 2 | Werder Brême      |
| 22/12/1999 | Hansa Rostock       | 2 - 1 | VfB Stuttgart     |
| 22/12/1999 | Stuttgarter Kickers | 1 - 0 | SC Fribourg       |
| 22/12/1999 | Bayern Munich       | 3 - 0 | 1. FSV Mayence 05 |

## Demi-finales
| Date       | Club recevant | Score     | Club visiteur          |
| ---------- | ------------- | --------- | ---------------------- |
| 15/02/2000 | Werder Brême  | 2- 1 a.p. | SV Stuttgarter Kickers |
| 16/02/2000 | Bayern Munich | 3 - 2     | FC Hansa Rostock       |

## Finale[7]
| Entraîneur :    |
| Ottmar Hitzfeld |

| Entraîneur :  |
| Thomas Schaaf |

| Entraîneur :    |
| Ottmar Hitzfeld |

| Entraîneur :  |
| Thomas Schaaf |